# Ленкавка (Малопольське воєводство)
Ленкавка (пол. Łękawka) — село в Польщі, у гміні Тарнів Тарновського повіту Малопольського воєводства.
Населення — 714 осіб (2011).

## Демографія
Демографічна структура станом на 31 березня 2011 року:
|          | Загалом | Допрацездатний вік | Працездатний вік | Постпрацездатний вік |
| -------- | ------- | ------------------ | ---------------- | -------------------- |
| Чоловіки | 349     | 82                 | 233              | 34                   |
| Жінки    | 365     | 95                 | 214              | 56                   |
| Разом    | 714     | 177                | 447              | 90                   |